# PHYKPL
PHYKPL (англ. 5-phosphohydroxy-L-lysine phospho-lyase) – білок, який кодується однойменним геном, розташованим у людей на 5-й хромосомі. Довжина поліпептидного ланцюга білка становить 450 амінокислот, а молекулярна маса — 49 711.
| 10         |  | 20         |  | 30         |  | 40         |  | 50         |
| ---------- |  | ---------- |  | ---------- |  | ---------- |  | ---------- |
| MAADQRPKAD |  | TLALRQRLIS |  | SSCRLFFPED |  | PVKIVRAQGQ |  | YMYDEQGAEY |
| IDCISNVAHV |  | GHCHPLVVQA |  | AHEQNQVLNT |  | NSRYLHDNIV |  | DYAQRLSETL |
| PEQLCVFYFL |  | NSGSEANDLA |  | LRLARHYTGH |  | QDVVVLDHAY |  | HGHLSSLIDI |
| SPYKFRNLDG |  | QKEWVHVAPL |  | PDTYRGPYRE |  | DHPNPAMAYA |  | NEVKRVVSSA |
| QEKGRKIAAF |  | FAESLPSVGG |  | QIIPPAGYFS |  | QVAEHIRKAG |  | GVFVADEIQV |
| GFGRVGKHFW |  | AFQLQGKDFV |  | PDIVTMGKSI |  | GNGHPVACVA |  | ATQPVARAFE |
| ATGVEYFNTF |  | GGSPVSCAVG |  | LAVLNVLEKE |  | QLQDHATSVG |  | SFLMQLLGQQ |
| KIKHPIVGDV |  | RGVGLFIGVD |  | LIKDEATRTP |  | ATEEAAYLVS |  | RLKENYVLLS |
| TDGPGRNILK |  | FKPPMCFSLD |  | NARQVVAKLD |  | AILTDMEEKV |  | RSCETLRLQP |
|            |  |            |  |            |  |            |  |            |

A: Аланін

C: Цистеїн

D: Аспарагінова кислота

E: Глутамінова кислота

F: Фенілаланін

G: Гліцин

H: Гістидин

I: Ізолейцин

K: Лізин

L: Лейцин

M: Метіонін

N: Аспарагін

P: Пролін

Q: Глутамін

R: Аргінін

S: Серин

T: Треонін

V: Валін

W: Триптофан

Кодований геном білок за функціями належить до трансфераз, ліаз, амінотрансфераз. 
Задіяний у такому біологічному процесі, як альтернативний сплайсинг. 
Білок має сайт для зв'язування з піридоксаль-фосфатом. 
Локалізований у мітохондрії.